# Varga János (labdarúgó, 1932)
Varga János (Annavölgy, 1932. május 19. – Dorog, 2010. január 29.) labdarúgó és labdarúgó szakedző, a Dorogi FC Örökös Tagja és Aranygyűrűse. Több, mint hatvan éven át volt a tagja a dorogi egyesületnek. Tagja volt a magyar olimpiai válogatott keretnek 1952-ben.

## Életrajzi adatok
Varga János 1932. május 19-én a Dorog melletti Annavölgyön született, amely hasonlóan a többi Dorogi szénmedencében lévő helyiségekhez, bányásztelepülés volt. 1949-ben költözött Dorogra, miután a dorogi csapat játékosa lett. Az aktív sport mellett a Dorogi Szénbányák dolgozója volt és családot alapított. A 2010. januárjában bekövetkezett haláláig Dorogon élt és hű maradt a dorogi klubhoz. Utolsó lakhelye a városon belül, a Bányász-körönd lakótelepen volt.

## Sportpályafutása

### Aktív játékosévek
Szülőhelyének csapatában, az Annavölgyi Bányászban indult a pályafutása 1947-ben, majd 17 évesen igazolt az NB I-es dorogi csapathoz 1949-ben. Rövid időn belül a csapat egyik meghatározó játékosa és a szurkolók nagy kedvence lett. Játékát a gyorsaság, a pontosság és a zsenialitás jellemezte. Tehetségére hamar felfigyeltek a válogatottnál is, ahol nagy jövőt jósoltak a számára. Tagja volt az 1952-es olimpiai válogatott keretének, ám a legnagyobb meglepetésre közvetlenül a Helsinki-be való utazás előtt közölték vele, hogy mégsem utazhat. Különösebb indoklást nem kapott, ugyanakkor olyan csalódást és kiábrándultságot okozott mindez a számára, hogy fontolóra vette a pályafutása befejezését. Mint utólag kiderült, nem csak az olimpiai részvételtől, hanem egyben az olimpiai bajnoki címtől is elesett. Sebes Gusztáv, az Aranycsapat szövetségi kapitánya a kor legtechnikásabb magyar játékosok egyikeként jellemezte és tudását Puskás Ferenccel emlegette egy lapon. Ígéretet kapott a kapitánytól a minden idők legkiválóbb magyar labdarúgó-válogatottjában való szereplésre, azonban egy közbejött komolyabb sérülése meghiúsította a legszebb álmait, így csak a B válogatottságig jutott, ahol 12 alkalommal ölthette magára a címeres mezt. Számos kecsegtető ajánlattal keresték meg a fővárosi nagy klubok, ő azonban makacsul kitartott a Dorog mellett, akár csak a többi kiváló játékostársa a dorogi csapatból, akik szintén visszautasítottak számtalan invitálást. A korábbi sérülése időközönként újból kiújult, és nagyban járult hozzá ahhoz, hogy idő előtt befejezze az aktív játékot. Akkor még maga sem tudta, hogy utolsó mérkőzését a legendássá vált 1963-as Dorog - Ferencváros zárófordulója hozza, ahol a dorogiak 2–1 arányban győztek, elütve ezzel a Fradit a bajnoki címtől. Hivatalosan 1964-ben, 32 esztendősen vonult vissza. Pályafutása egybeesett a dorogi labdarúgás legeredményesebb időszakával, amely alatt a legtöbb játékostárssal együtt nem élveztek sportállást, mint számos más NB I-es csapat játékosai, hanem munka mellett (illetve munka után) készültek az edzéseken. A pályán kívül is kedves, közvetlen és szerény embernek ismerték. Még a hasonló korú csapattársai is tiszteletből csak "Jani bácsinak" hívták.

### Edzői pályafutása
Miután befejezte az aktív játékot, labdarúgó-szakedzői végzettséget szerzett és az utánpótlás csapatok edzője lett. Néhány évvel később már a felnőttcsapat trénere volt. Számos jó képességű játékost fedezett fel és épített be az ifi csapatokból a felnőttek közé. Leghíresebb tanítványai közé tartozott Mucha József, ifj. Laczkó István, Szabó István és Szabó József. 1968-ban és 1969-ben bajnoki bronzérmes lett csapatával az NB II-ben, 1971-ben pedig pedig már bajnoki címre vezette a csapatot. Legnagyobb edzői sikere 1973-ban volt, amikor az NB I/B-ben ezüstérmes lett a dorogiakkal és hét évnyi szünet után bejutottak az NB I-be. Az 1976-ban NB I-be jutott csapat pályaedzője volt. 1980-ig szintén pályaedzői minősítésben segítette előbb Ivanics Tibor, majd Galbács Pál, végül Nagy István vezető edzők munkáját. Ezt követően visszatért az utánpótlás csapatokhoz, ahol gyakorlatilag valamennyi korosztályos csapat edzését vezette hosszú éveken át. 1995-ben került újra a felnőtt csapathoz Honti József mellé, akivel 1997-ben bajnoki címre vezették az akkor NB III-ban szereplő csapatot, majd kivívták az NB I/B-be való kerülést. A rövid "Budalakkos" időszakban az Ifjúsági A. csapatát vezette, amellyel bajnoki címet nyert. 1998-tól a 2010-ben bekövetkezett haláláig egyaránt segítette a felnőtt és utánpótlás csapatokat. 2000-ben részese volt - szintén Honti edző oldalán - az NB I-be jutásnak. Személyének tisztelete nagyban hozzájárult ahhoz, hogy a teljes pénztelenség ellenére a játékosok nem hagyták el a klubot és teljesítették a magasabb osztályba való kerülést. Játékosai mondták róla, hogy a szurkolók biztatása mellett, személyének puszta jelenléte az öltözőben és a kispadon a világ legnagyobb doppingszere a számukra. A 2009-2010-es évadban az NB II-es dorogi női csapat vezetőedzője is volt és irányításával az 5. helyen végzett csapata.

## Élete alkonya
Varga János teljesen váratlanul, mondhatni tragikus hirtelenséggel távozott az élők sorából. Leszámítva egy rövidebb kórházi kezelést a belgyógyászaton 1999-ben, jó egészségnek és kiváló kondíciónak örvendett. Minden edzésen tréning ruhát öltött és mozgott sokat a játékosokkal. 2010. január 29-én az éppen aktuális, vacsorával egybekötött öregfiúk összejövetelen vett részt egykori játékostársaival. A szokásosan jó kedvű, de a fogyasztásban mindig kellő mértéket tartó társaság lassan készülődni kezdett hazafelé. Miután elköszöntek egymástól, hazafuvarozták, és közvetlenül a lépcsőház bejáratánál állt meg az autó. Megköszönte a meghívást és a hazaszállítást, majd elindult a lakása irányában. Azonban a lakásba már nem jutott be, közvetlenül a bejárati ajtó előtt másnap kora reggel holtan találták. Halálának közvetlen oka egy hirtelen fellépő heveny szívelégtelenség volt. Temetésére 2010. február 12-én, a dorogi temetőben került sor. Mind a Dorogi FC, mind Dorog városa saját halottjának tekinti  .

## Sikerei, díjai

### Játékosként
- Népszava Kupa-győztes, 1949.
- Bányász Kupa-győztes, 1952.

Varga János 60 éves évfordulója az egyesületben 2009-ben

- Ötszörös Vidék Legjobbja, 1950, 1951, 1954, 1955, 1963.
- Magyar labdarúgókupa-döntős, ezüstérmes, 1952.
- Olimpiai kerettag,  Finnország, Helsinki, 1952.
- Kétszeres VIT-döntős,  Lengyelország, Varsó, 1955.  Szovjetunió, Moszkva, 1957.
- Pünkösd Kupa-győztes,  Belgium, 1962.
- Rappan Kupa ezüstérmes  Olaszország, 1962.

### Edzőként
- NB II-es bajnoki cím, 1971.
- NB I/B ezüstérem, 1973.
- NB I-be való jutás, 1973.
- NB III-as bajnoki cím, társedzőként Honti Józseffel, 1997.
- NB I/B-be kerülés, társedzőként Honti Józseffel, 1997.
- Magyar Kupa Megyei kupa-győztes, társedzőként Honti Józseffel, 1997.
- Ifjúsági NB I-es bajnoki cím, 1998.
- NB I-be kerülés, társedzőként Honti Józseffel, 2000. (Az NB I itt kiemelt másodosztályt jelentett)

### Kitüntetések, elismerések
- Testnevelés és Sport Kiváló Dolgozója, 1974.
- A Dorogi FC Aranygyűrűje az 50 éves szolgálatért, 1999.
- Dorog-Szurkolók Baráti Köre 50. évfordulós emléklapja, 1999.
- Pro Urbe Díj, 2000.
- Dorogi FC Örökös Tagja, 2001.
- Dorogiak Dorogért, 2007.